# Scévole de Sainte-Marthe (1536-1623)
Pour les articles homonymes, voir Scévole de Sainte-Marthe.
Gaucher, dit Scévole de Sainte-Marthe, en latin Scævola Samarthanus, né le 2 février 1536 à Loudun où il est mort le 29 mars 1623, est un poète français, de langue française et latine.

## Biographie
Gaucher II, dit Scévole Ier de Sainte-Marthe, est issu d'une grande famille d'humanistes et d'érudits français. Il demeure le produit parfait de la floraison intellectuelle de la fin du XVIe siècle. Poète et administrateur, il fut capitaine et maire de Poitiers (de 1579 à 1580 et de 1601 à 1602) puis trésorier de France dans la même généralité. Ses vers furent très prisés par Pierre de Ronsard et Étienne Pasquier ; son éloquence auprès d'Henri IV le rendit célèbre.

## Publications
- Les Œuvres (1re édition, 1569 Texte en ligne , 1571). Paris, Mamert Patisson, 1579. Première édition collective en partie originale, dédiée à la maréchale de Retz, contenant près de 80 pièces de plus que l'édition précédente. Les pièces qui figuraient dans l'édition de 1569 sont modifiées, l'auteur ayant simplifié son style. Les différentes éditions des œuvres de Scévole de Sainte-Marthe offrent un grand intérêt de comparaison, l'auteur ayant toujours cherché à s'améliorer et ayant très souvent varié dans ses textes. Le recueil est divisé en cinq livres : Les poèmes ; Le Palingene ; L'amour et les épigrammes; Divers sonnets et Metamorphoses chrestiennes. Le premier poème est le très bel épithalame Avant-mariage du Roy Charles IX. Le feuillet 94 est blanc, dans certains exemplaires il contient une poésie de Rémi Belleau, imprimée deux fois. Sans doute l'imprimeur a-t-il remplacé le feuillet imprimé par le feuillet blanc pendant le tirage. Ce feuillet manque d'ailleurs le plus souvent. On retrouve l'amitié qui unissait le poète à l'historien Bernard de Girard par un vers dédié à ce dernier par Sainte-Marthe, publié dans ses œuvres (Poitiers, 1600, feuillet 81).
- Larmes à la mémoire du très chrétien roi de France et de Pologne, de Scevolle de Sainte-Marthe, imprimé en 1590, à Tours chez Jamet Mettayer.
- Scaevolae Sammarthini Poemata et Elogia Collecta nunc in unum corpus, & ab auctore partim aucta, partim recognita. Suivi de : Lucabrationum pars altera, qui continentur Gallorum doctrina illustrium, qui nostra patrumquen memoria floruerunt, elogia. Augustoriti Pictonum (Poitiers), apud Viduam Ioannis Blanceti, 1606. C'est une réimpression de l'édition de 1596 parue à la même adresse. Il y a une édition parisienne antérieure mais moins complète, Mamert Patisson, 1587. La Seconde Pièce est en première édition et fait suite aux Gallorum doctrina illustrium de 1602, également chez Blanchet.
- La Manière de nourrir les enfants à la mamelle. Traduction d'un poème latin de Scévole de Sainte-Marthe. Par Messire Abel de Sainte-Marthe. Paris, chez Guillaume de Luyne, Claude Barbin et Laurent d'Houry, 1698. Deuxième édition du poème latin, en première édition de la traduction de la prose française par Abel de Sainte-Marthe (1630-1706). Le texte latin a été imprimé en premier comme Paedotrophiae libri tres (Paris, 1584), poème latin didactique sur l'allaitement et la garderie. La première édition du latin original (Paedetrophiae libri tres, 1584[4]) est exceptionnellement rare et non disponible dans les bibliothèques médicales majeures. Cette Paedotrophia se trouve aussi dans l'édition des Opera tum poetica, tum eaquae soluta oratione de S. de Sainte Marthe, Paris, Pierre Durand, 1616, aux pages 1 à 65. La traduction française — imprimée avec le texte latin en parallèle — a été faite cent années plus tard par le petit-fils de l'auteur. L'œuvre est précédée de l'introduction du traducteur.
  - Les vers latins étaient apparemment admirés en Angleterre et ont été imprimés chez Claude Quillet, Callipaedia… et Scaevolae Sammarthani Paedotrophia, Londres, 1709
  - Traduction française de la Paedotrophie… ou Poème sur l'Éducation des enfants en bas âge, trad. Ysabeau de Brecon-Villiers, Paris, Barrois, 1777
  - Paedotrophia ; or, the art of nursing and rearing children, trad. anglaise de Henry William Tytler, Londres, 1797
- Éloges des hommes illustres, qui depuis un siècle ont fleuri en France dans la profession des Lettres sur Google Livres. Composez en latin par Scevole de Sainte-Marthe. Et mis en françois par Guillaume Colletet, Paris, De Sommaville, Courbé, Langlois, 1644

## Famille
- Louis de Sainte-Marthe, seigneur de Villedan et du Chapeau, marié à Marie du Treuil[5]
  - Gaucher de Sainte-Marthe (†1551), marié à Marie Marquet
    - Louis de Sainte-Marthe (1509-1566), seigneur de Neully et du Capeau, marié en 1536 avec Nicole Le Fèvre
      - Gaucher dit Scévole de Sainte-Marthe (1536-1623), seigneur d'Estrepied, trésorier de France en la généralité de Poitiers, marié à Renée de La Haye
        - Abel de Sainte-Marthe (1566-1652)[6], seigneur d'Estrepied, avocat, conseiller d'État, garde de la Bibliothèque du roi, marié successivement à Magdelaine du Lac, puis Geneviève Mérault,
          - Pierre de Sainte-Marthe (†1630), du premier lit, seigneur d'Estrepied, marié à Anne Gruget,
            - Abel de Sainte-Marthe (†1664), seigneur d'Estrepied, capitaine au régiment de Navarre, tué à Gigeri, en Afrique,
            - Pierre-Gaucher de Sainte-Marthe (†1672), dit Scévole de Sainte-Marthe, capitaine au régiment d'Espagni

          - Abel de Sainte-Marthe (1626-1706)[7], du second lit, seigneur de Corbeville (Essonne), mort doyen des conseillers de la cour des Aides, garde de la Bibliothèque du roi à Fontainebleau,

        - Scévole II de Sainte-Marthe (1571-1650), seigneur de Meré-sur-Indre, marié à Élisabeth du Moulin, historiographe du roi
          - Pierre-Scévole de Sainte-Marthe (1618-1690), aussi appelé Pierre Gaucher de Sainte-Marthe[8], historiographe du roi,
          - Abel-Louis de Sainte-Marthe (1621-1697), général des Oratoriens, mais a dû démissionner car soupçonné de jansénisme,
          - Nicolas-Charles de Sainte-Marthe (1623-1662), prieur de Claunai, conseiller et aumônier du roi,

        - Louis de Saint-Marthe (1571-1656), avocat au parlement de Paris, historien, a écrit tous ses livres avec son frère jumeau, marié en 1609 avec Marie-Catherine Angevin (†1645), historiographe du roi,
        - Pierre de Sainte-Mrthe (1578-1634), trésorier au bureau des finances de Poitiers

      - Louis de Sainte-Marthe (1549-1610), seigneur de Boisure, lieutenant général de Poitiers, marié à Claude Grignon,
        - Nicolas de Sainte-Marthe (1579-1645), seigneur de Boisure, succède à son père comme lieutenant général à Poitiers, dont il a eu de son troisième mariage avec Urbaine de La Haye :
          - Marie-Urbaine de Sainte-Marthe (†1654), dame de Frêne, de Jarzay, d'Anthon, de Boisure et de Marigny, mariée en 1652 à Louis Le Fèvre, seigneur de Caumartin

        - René de Sainte-Marthe (vers 1587-1632), avocat, marié à Marie Razin
          - Antoine, marquis de Sainte-Marthe (1617-1679), gouverneur de la Martinique

        - Georges de Sainte-Marthe (†1648), seigneur de Boisure, de Charenton, marié à Renée Roger,
          - Renée de Sainte-Marthe, mariée à Antoine de La Rochefoucauld, seigneur de Neuilly-le-Noble,

      - Cécile de Sainte-Marthe
      - René de Sainte-Marthe (1550-1550-1633)
      - Marguerite de Sainte-Marthe
      - Péronnelle de Sainte-Marthe
      - Mathurine de Sainte-Marthe
      - Barbe de Sainte-Marthe
      - Abel de Sainte-Marthe
      - Philippe de Sainte-Marthe
      - Michel de Sainte-Marthe
      - François de Sainte-Marthe, avocat au parlement de Paris,
      - Henri de Sainte-Marthe
      - Jeanne de Sainte-Marthe
      - Irénée de Sainte-Marthe

    - Charles de Sainte-Marthe (1512-1555)[9], lieutenant criminel d'Alençon, maître des requêtes de Marguerite de Navarre, sans alliance,
    - Jacques de Sainte-Marthe (1517-1587), seigneur de Chandoiseau, marié en 1555 avec Renée Le Proust, docteur en médecine, médecin de Henri II, François II et Henri III,
      - Louis de Sainte-Marthe (1565-1640)[10], seigneur de Chandoiseau, lieutenant général en la connétablie et maréchaussée de France, poète, sans postérité
      - François de Sainte-Marthe (1571-1641), avocat et homme de lettres, chef du conseil du cardinal de Richelieu, marié à Marie Frubert
        - François de Sainte-Marthe (1616- ), avocat au parlement et au grand conseil, puis bailli de Loudun, marié à Marie Camus,
          - Gaucher-Louis de Sainte-Marthe (1647-1700), militaire
          - Denis de Sainte-Marthe (1650 † 1725), supérieur général des bénédictins de Saint-Maur en 1720,

        - Claude de Sainte-Marthe (1620-1690)[11], théologien, hommes de lettres, et confesseur de l’abbaye de Port-Royal

    - Joseph de Sainte-Marthe (1518-1568)
    - René de Sainte-Marthe (1521-1572)
    - Renée de Sainte-Marthe
    - Marguerite de Sainte-Marthe
    - Renée de Sainte-Marthe
    - Marie de Sainte-Marthe
    - Jeanne de Sainte-Marthe
    - Louise de Sainte-Marthe
    - Isabelle de Sainte-Marthe